# Яшар Наби Найър
Яшар Наби Найър (на турски: Yaşar Nabi Nayır) е виден турски писател, поет, преводач, драматург.

## Биография
Роден е на 25 декември 1908 година в Скопие, тогава в Османската империя. Започва да учи в родния си град, а продължава образованието си в Истанбул, където завършва „Търговия и банково дело“ в Галатасарайския лицей през 1929 година.
Работи в банка „Зираат“ и Турската централна банка. После в Анкара работи във вестник „Хакимиет-и Милие“ и в наследилия го „Улус“ (1934 – 1940), а след това в Института за турски език (1940 – 1943) и в преводаческия отдел на Министерството на образованието (1943 – 1946).
През 1933 година заедно с Нахит Съръ Йорик и Сабри Есат Сиявушгил започва да издава в Анкара литературното списание „Варлък“. През 1946 година списанието е преместено в Истанбул и е основана издателската къща „Варлък“, която издава над 2000 тома, предимно преводи на западна литература. Яшар Наби Найър издава и списанието „Джеп“ (1966 – 1969) и годишника „Варлък“.
За издателската си дейност Найър получава Наградата за голяма заслуга на Министерството на културата през 1979 г. Умира на 15 март 1981 година в Истанбул.
След смъртта му в негова чест е учредена литературната награда „Яшар Наби Найър“.